# National Women's Soccer League 2024
La National Women's Soccer League 2024 è stata la dodicesima edizione della massima serie del campionato statunitense di calcio femminile. La stagione è iniziata il 16 marzo e si è conclusa il 23 novembre 2024. Il campionato è stato vinto dall'Orlando Pride per la prima volta nella sua storia, dopo aver battuto nella finale dei play-off il Washington Spirit. Il NWSL Shield è stato vinto dall'Orlando Pride, che ha concluso la stagione regolare con 60 punti, il punteggio più alto raggiunto nella storia della NWSL.

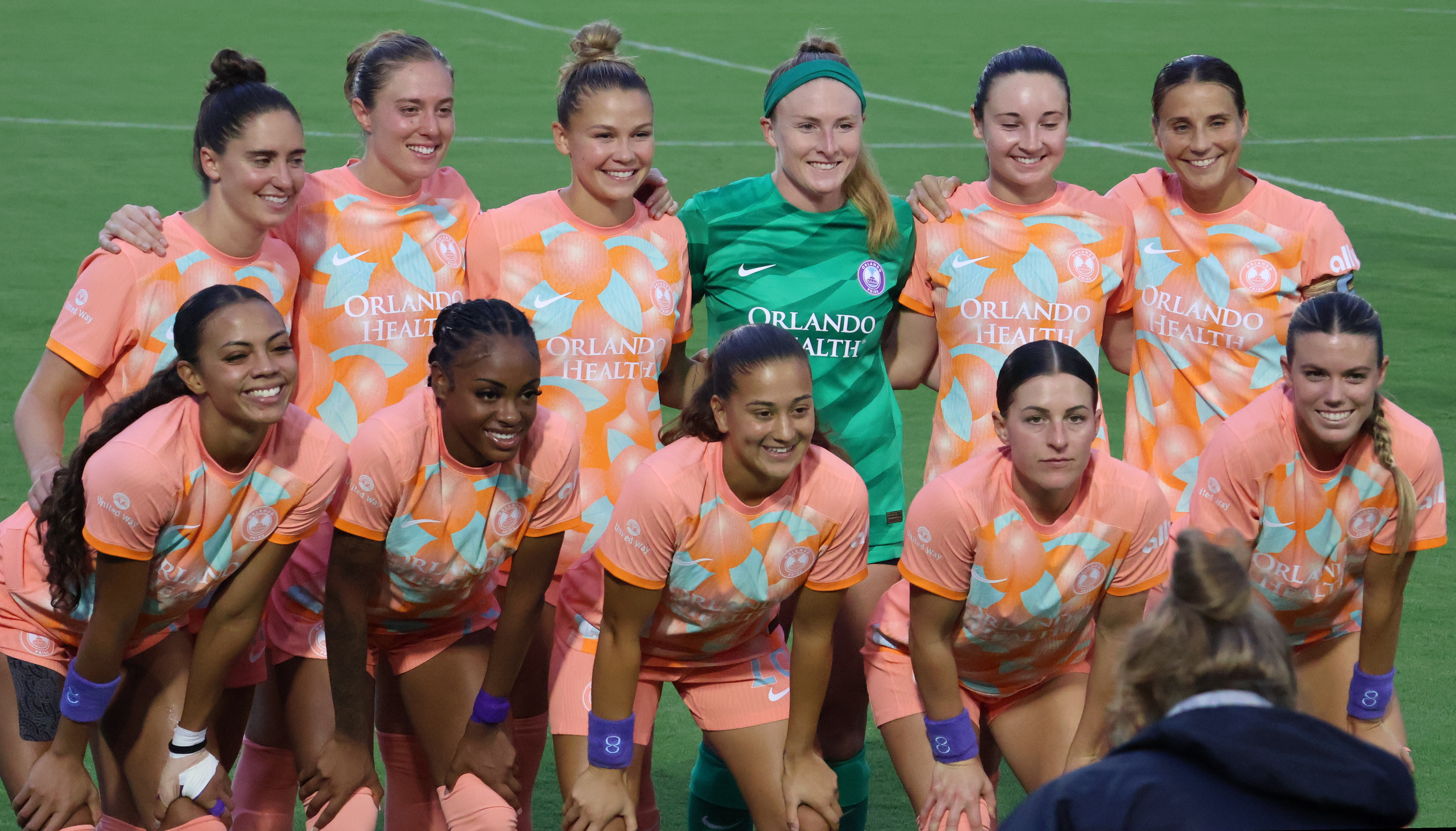
Una formazione dell'Orlando Pride, vincitore del torneo.

## Stagione

### Novità
Il numero delle squadre partecipanti è salito da 12 a 14 rispetto alla stagione 2023, grazie all'iscrizione al campionato di Bay FC e Utah Royals. Il Bay FC era stato annunciato come nuovo club rappresentante l'area della baia di San Francisco il 4 aprile 2023. Poche settimane prima era stato annunciato il ritorno dello Utah Royals nella NWSL dopo lo scioglimento della squadra nel 2020.
A inizio stagione, l'OL Reign è tornato alla denominazione Seattle Reign, riprendendo lo stile dello stemma originario e mantenendo il blu e il nero come colori sociali.

### Formula
Le quattordici squadre partecipanti hanno giocato nella stagione regolare un totale di 26 partite, 13 in casa e 13 in trasferta. La prima classificata nella stagione regolare ha vinto il NWSL Shield. Le otto squadre meglio classificate hanno disputato un play-off a partita secca per determinare la vincitrice del campionato, partendo tutte dai quarti di finale. È stata prevista una sosta di un mese tra luglio ed agosto, vista la concomitanza dei Giochi olimpici di Parigi. Durante tale sosta è stata disputata la prima edizione della NWSL x Liga MX Femenil Summer Cup, una competizione tra le squadre della NWSL e della Liga MX Femenil, massima serie del campionato messicano.

## Squadre partecipanti
| Club                   | Città                 | Stadio               | Stagione precedente        |
| ---------------------- | --------------------- | -------------------- | -------------------------- |
| Angel City             | Los Angeles           | BMO Stadium          | 5º posto in NWSL           |
| Bay FC                 | Baia di San Francisco | PayPal Park          | -                          |
| Chicago Stars          | Chicago               | SeatGeek Stadium     | 12º posto in NWSL          |
| Houston Dash           | Houston               | Shell Energy Stadium | 10º posto in NWSL          |
| Kansas City Current    | Kansas City           | CPKC Stadium         | 11º posto in NWSL          |
| NJ/NY Gotham           | Harrison              | Red Bull Arena       | 6º posto in NWSL, campione |
| North Carolina Courage | Cary                  | Sahlen's Stadium     | 3º posto in NWSL           |
| Orlando Pride          | Orlando               | Exploria Stadium     | 7º posto in NWSL           |
| Portland Thorns        | Portland              | Providence Park      | 2º posto in NWSL           |
| Racing Louisville      | Louisville            | Lynn Family Stadium  | 9º posto in NWSL           |
| San Diego Wave         | San Diego             | Snapdragon Stadium   | 1º posto in NWSL           |
| Seattle Reign          | Seattle               | Lumen Field          | 4º posto in NWSL           |
| Utah Royals            | Salt Lake City        | America First Field  | -                          |
| Washington Spirit      | Washington            | Audi Field           | 8º posto in NWSL           |

## Stagione regolare

### Classifica finale
| Pos. | Squadra                | Pt | G  | V  | N | P  | GF | GS | DR  |
| ---- | ---------------------- | -- | -- | -- | - | -- | -- | -- | --- |
| 1.   | Orlando Pride          | 60 | 26 | 18 | 6 | 2  | 46 | 20 | +26 |
| 2.   | Washington Spirit      | 56 | 26 | 18 | 2 | 6  | 51 | 28 | +23 |
| 3.   | NJ/NY Gotham           | 56 | 26 | 17 | 5 | 4  | 41 | 20 | +21 |
| 4.   | Kansas City Current    | 55 | 26 | 16 | 7 | 3  | 57 | 31 | +26 |
| 5.   | North Carolina Courage | 39 | 26 | 12 | 3 | 11 | 34 | 28 | +6  |
| 6.   | Portland Thorns        | 34 | 26 | 10 | 4 | 12 | 37 | 35 | +2  |
| 7.   | Bay FC                 | 34 | 26 | 11 | 1 | 14 | 31 | 41 | -10 |
| 8.   | Chicago Stars          | 32 | 26 | 10 | 2 | 14 | 31 | 38 | -7  |
| 9.   | Racing Louisville      | 28 | 26 | 7  | 7 | 12 | 33 | 39 | -6  |
| 10.  | San Diego Wave         | 25 | 26 | 6  | 7 | 13 | 24 | 35 | -11 |
| 11.  | Utah Royals            | 25 | 26 | 7  | 4 | 15 | 22 | 40 | -18 |
| 12.  | Angel City (-3)        | 24 | 26 | 7  | 6 | 13 | 29 | 42 | -13 |
| 13.  | Seattle Reign          | 23 | 26 | 6  | 5 | 15 | 27 | 44 | -17 |
| 14.  | Houston Dash           | 20 | 26 | 5  | 5 | 16 | 20 | 42 | -22 |

Legenda:
      Vince il NWSL Shield e ammessa ai play-off.
      Ammessa ai play-off.
Note:
- L'Angel City ha scontato 3 punti di penalizzazione per violazione delle regole del salary cap.[11].

Regolamento:
Tre punti a vittoria, uno a pareggio, zero a sconfitta.
La classifica viene stilata secondo i seguenti criteri:
1. Scontri diretti;
2. Miglior differenza reti nell'arco della stagione;
3. Maggior numero di reti segnate;
4. Verifica dei primi tre criteri riguardo alle gare in trasferta;
5. Verifica dei primi tre criteri riguardo alle gare in casa;
6. Lancio della moneta.

Se tre o più squadre rimangono in parità, si tiene conto delle seguenti regole fino a quando rimarranno solamente due squadre, classificabili come indicato nei criteri sopra:
1. Classifica avulsa;
2. Miglior differenza reti stagionale.

### Risultati

#### Tabellone
|                        | Ang  | Bay  | Chi  | Hou  | Kan  | NJG  | NCC  | Orl  | Por  | Rac  | SDW  | SeR  | Uta  | Was  |
| ---------------------- | ---- | ---- | ---- | ---- | ---- | ---- | ---- | ---- | ---- | ---- | ---- | ---- | ---- | ---- |
| Angel City             | –––– | 0-1  | 2-1  | 0-1  | 1-3  | 1-2  | 2-1  | 0-3  | 2-2  | 3-2  | 0-0  | 2-3  | 1-1  | 1-2  |
| Bay FC                 | 1-0  | –––– | 1-2  | 2-3  | 0-1  | 0-2  | 1-0  | 0-1  | 2-3  | 1-0  | 2-1  | 3-2  | 0-1  | 0-3  |
| Chicago Red Stars      | 0-1  | 1-2  | –––– | 1-0  | 1-3  | 0-2  | 1-3  | 0-1  | 0-2  | 0-1  | 1-0  | 2-1  | 3-1  | 2-4  |
| Houston Dash           | 0-0  | 2-3  | 0-2  | –––– | 1-1  | 0-1  | 3-0  | 0-1  | 0-2  | 0-0  | 0-0  | 1-0  | 1-3  | 1-3  |
| Kansas City Current    | 4-2  | 5-2  | 2-2  | 2-0  | –––– | 1-1  | 1-0  | 1-2  | 5-4  | 3-3  | 4-1  | 5-2  | 1-0  | 3-0  |
| NJ/NY Gotham           | 2-1  | 5-1  | 2-1  | 2-1  | 1-1  | –––– | 1-0  | 3-1  | 2-0  | 1-1  | 2-1  | 1-1  | 1-0  | 0-2  |
| North Carolina Courage | 1-1  | 1-1  | 3-1  | 5-1  | 2-1  | 1-0  | –––– | 0-0  | 2-0  | 3-1  | 2-1  | 1-0  | 1-0  | 0-1  |
| Orlando Pride          | 1-1  | 1-0  | 1-1  | 3-1  | 0-0  | 2-0  | 4-1  | –––– | 2-1  | 1-0  | 1-0  | 3-2  | 6-0  | 2-0  |
| Portland Thorns        | 3-0  | 1-3  | 0-1  | 4-1  | 1-4  | 0-1  | 1-0  | 2-0  | –––– | 2-2  | 1-0  | 4-0  | 1-2  | 2-1  |
| Racing Louisville      | 2-1  | 0-1  | 3-1  | 2-0  | 0-2  | 0-2  | 2-1  | 2-2  | 1-0  | –––– | 0-0  | 2-3  | 5-1  | 1-2  |
| San Diego Wave         | 1-2  | 2-1  | 0-3  | 0-2  | 1-2  | 1-1  | 1-4  | 1-1  | 2-0  | 3-1  | –––– | 1-0  | 2-0  | 1-1  |
| Seattle Reign          | 0-1  | 0-1  | 1-2  | 2-1  | 0-0  | 0-2  | 1-0  | 2-3  | 0-0  | 1-1  | 2-1  | –––– | 1-1  | 1-0  |
| Utah Royals            | 1-2  | 2-1  | 0-2  | 0-0  | 0-1  | 1-4  | 2-1  | 0-1  | 0-0  | 1-0  | 1-2  | 3-0  | –––– | 0-1  |
| Washington Spirit      | 4-2  | 2-1  | 2-0  | 3-0  | 4-1  | 2-0  | 0-1  | 2-3  | 2-1  | 4-1  | 1-1  | 3-2  | 2-1  | –––– |

## NWSL play-off
Le migliori otto squadre al termine della stagione regolare hanno avuto accesso ai play-off per determinare la squadra campione.
|  | Quarti di finale | Quarti di finale       | Quarti di finale |                     |       | Semifinali              | Semifinali | Semifinali |  |  | Finale | Finale | Finale |  |
|  |                  |                        |                  |                     |       |                         |            |            |  |  |        |        |        |  |
|  | 1                | Orlando Pride          | 4                |                     |       |                         |            |            |  |  |        |        |        |  |
|  | 1                | Orlando Pride          | 4                |                     |       |                         |            |            |  |  |        |        |        |  |
|  | 8                | Chicago Stars          | 1                |                     |       |                         |            |            |  |  |        |        |        |  |
|  | 8                | Chicago Stars          | 1                |                     | 1     | Orlando Pride           | 3          |            |  |  |        |        |        |  |
|  |                  |                        |                  |                     | 1     | Orlando Pride           | 3          |            |  |  |        |        |        |  |
|  |                  |                        | 4                | Kansas City Current | 2     |                         |            |            |  |  |        |        |        |  |
|  | 4                | Kansas City Current    | 4                | Kansas City Current | 2     | 1                       |            |            |  |  |        |        |        |  |
|  | 4                | Kansas City Current    |                  |                     |       |                         |            |            |  |  |        |        |        |  |
|  | 5                | North Carolina Courage | 0                |                     |       |                         |            |            |  |  |        |        |        |  |
|  | 5                | North Carolina Courage | 0                |                     | 1     | Orlando Pride           | 1          |            |  |  |        |        |        |  |
|  |                  |                        |                  |                     |       |                         |            |            |  |  |        |        |        |  |
|  |                  |                        | 2                | Washington Spirit   | 0     |                         |            |            |  |  |        |        |        |  |
|  | 2                | Washington Spirit      | 2                | Washington Spirit   | 0     | 2                       |            |            |  |  |        |        |        |  |
|  | 2                | Washington Spirit      |                  |                     |       |                         |            |            |  |  |        |        |        |  |
|  | 7                | Bay FC                 | 1                |                     |       |                         |            |            |  |  |        |        |        |  |
|  | 7                | Bay FC                 | 1                |                     | 2     | Washington Spirit (dtr) | 1 (3)      |            |  |  |        |        |        |  |
|  |                  |                        |                  |                     | 2     | Washington Spirit (dtr) | 1 (3)      |            |  |  |        |        |        |  |
|  |                  |                        | 3                | NJ/NY Gotham        | 1 (0) |                         |            |            |  |  |        |        |        |  |
|  | 3                | NJ/NY Gotham           | 3                | NJ/NY Gotham        | 1 (0) | 2                       |            |            |  |  |        |        |        |  |
|  | 3                | NJ/NY Gotham           |                  |                     |       |                         |            |            |  |  |        |        |        |  |
|  | 6                | Portland Thorns        | 1                |                     |       |                         |            |            |  |  |        |        |        |  |

## Statistiche

### Squadre

#### Classifica marcatrici
Classifica relativa alla sola stagione regolare.
| Gol |  |  | Giocatore       | Squadra                                  |
| --- |  |  | --------------- | ---------------------------------------- |
| 20  |  |  | Temwa Chawinga  | Kansas City Current                      |
| 13  |  |  | Barbara Banda   | Orlando Pride                            |
| 12  |  |  | Sophia Smith    | Portland Thorns                          |
| 9   |  |  | Esther González | NJ/NY Gotham                             |
| 9   |  |  | Marta           | Orlando Pride                            |
| 8   |  |  | Bethany Balcer  | Seattle Reign (5), Racing Louisville (3) |
| 8   |  |  | Trinity Rodman  | Washington Spirit                        |
| 8   |  |  | Ouleymata Sarr  | Washington Spirit                        |
| 7   |  |  | Claire Emslie   | Angel City                               |
| 7   |  |  | Ashley Hatch    | Washington Spirit                        |
| 7   |  |  | Rose Lavelle    | NJ/NY Gotham                             |
| 7   |  |  | Sydney Leroux   | Angel City                               |
| 7   |  |  | Asisat Oshoala  | Bay FC                                   |
| 7   |  |  | Ally Schlegel   | Chicago Red Stars                        |
| 7   |  |  | Ella Stevens    | NJ/NY Gotham                             |
| 7   |  |  | Mallory Swanson | Chicago Red Stars                        |

### Individuale
| Premio                 | Assegnato a                          | Note               |
| ---------------------- | ------------------------------------ | ------------------ |
| Golden Boot            | Temwa Chawinga (Kansas City Current) | 20 reti realizzate |
| Miglior allenatore     | Seb Hines (Orlando Pride)            | [ 14 ]             |
| Miglior rookie         | Croix Bethune (Washington Spirit)    | [ 15 ]             |
| Miglior portiere       | Ann-Katrin Berger (NJ/NY Gotham)     | [ 16 ]             |
| Miglior difensore      | Emily Sams (Orlando Pride)           | [ 17 ]             |
| Miglior centrocampista | Croix Bethune (Washington Spirit)    | [ 18 ]             |
| Migliore giocatrice    | Temwa Chawinga (Kansas City Current) | [ 1 ]              |